# Степанов, Евгений Сергеевич
Евгений Сергеевич Степанов (6 марта 1932, Верхнее Байгулово, Козловский район, Чувашская АССР, РСФСР — 10 марта 2007, Пермь, Российская Федерация) — советский инженер, доктор технических наук (1985), профессор (1987). Лауреат Государственной премии СССР в области науки и техники (1983)

## Биография
Окончил Казанский химико-технологический институт (1954) и аспирантуру Пермского государственного университета (1961). 
Работал в НИИ полимерных материалов (Пермь): старший инженер, младший и старший научный сотрудник, начальник отдела (1963—1983), заместитель главного инструктора (1983–2001). Был специалистом в области пороха и бронирования зарядов твёрдого топлива ракетных двигателей.
Умер в Перми 10 марта 2007 года, похоронен на Северном кладбище города.

## Награды
- Заслуженный изобретатель РСФСР (1974).
- Лауреат Государственной премии СССР в области науки и техники (1983).
- орден Трудового Красного Знамени (1971)[2]